# وایله
وایله (به دانمارکی: Vejle) شهری در جنوب شرق شبه‌جزیره یوت لاند در دانمارک است.

## جمعیت
جمعیت این شهر برابر با ۵۰٬۸۳۲ نفر و جمعیت منطقه شهری وایله برابر با ۱۰۶٬۳۸۳ نفر است (آمار سال ۲۰۱۰). منطقه شهری وایله جزو ناحیه شهری یوتلاند شرقی با جمعیتی برابر با ۱٫۲ میلیون نفر است.

## نگارخانه

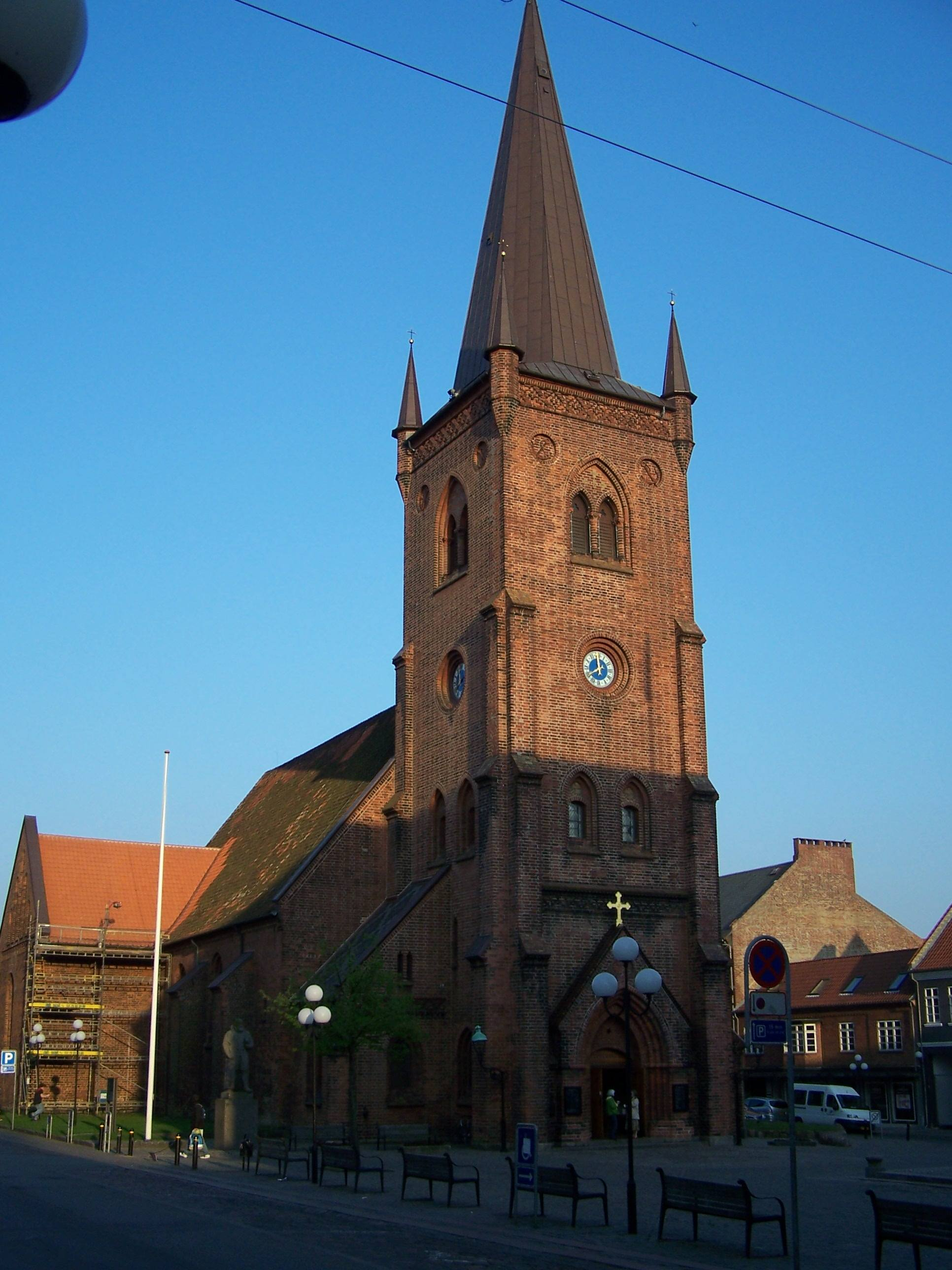
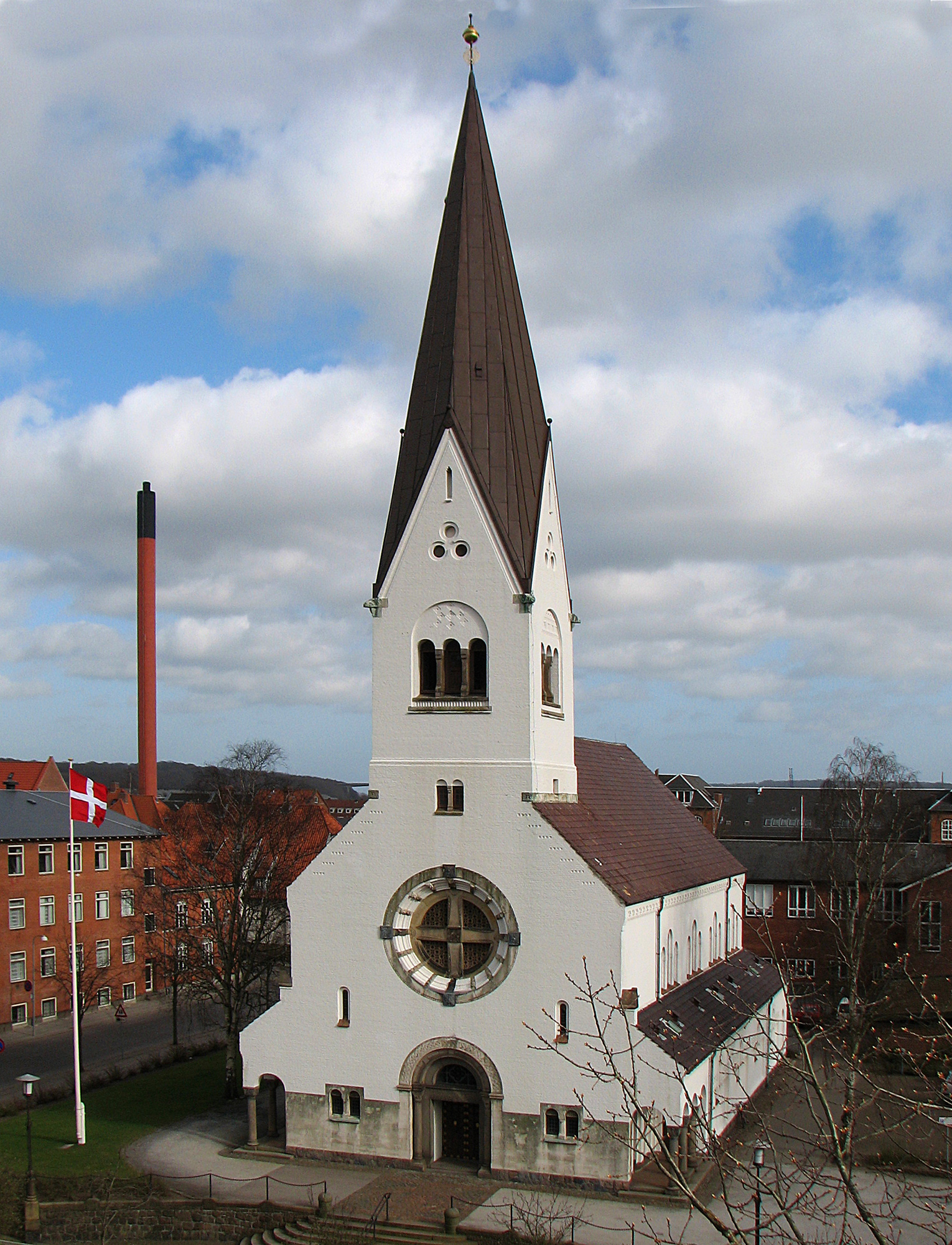
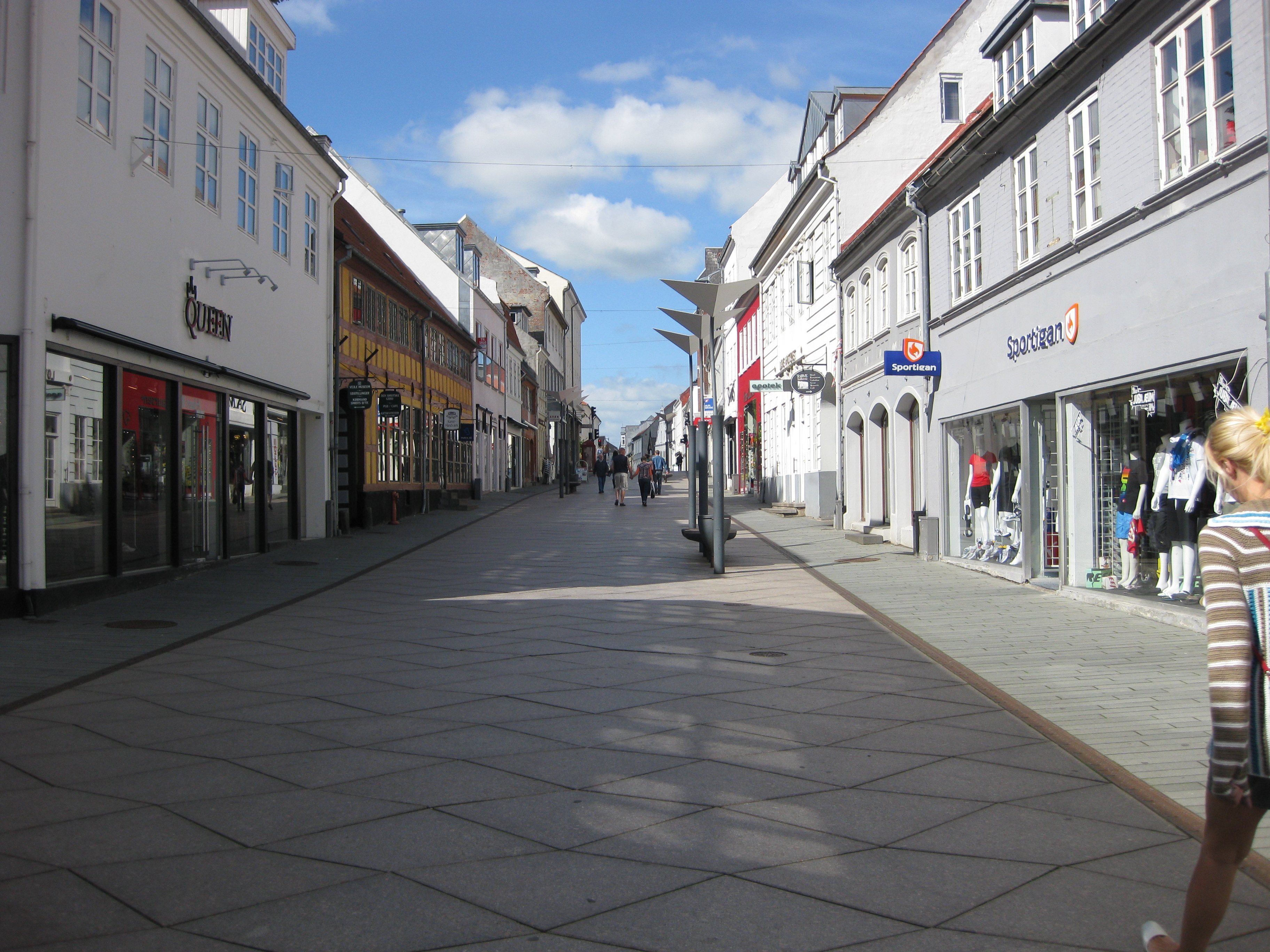
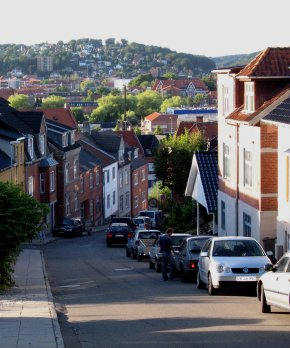
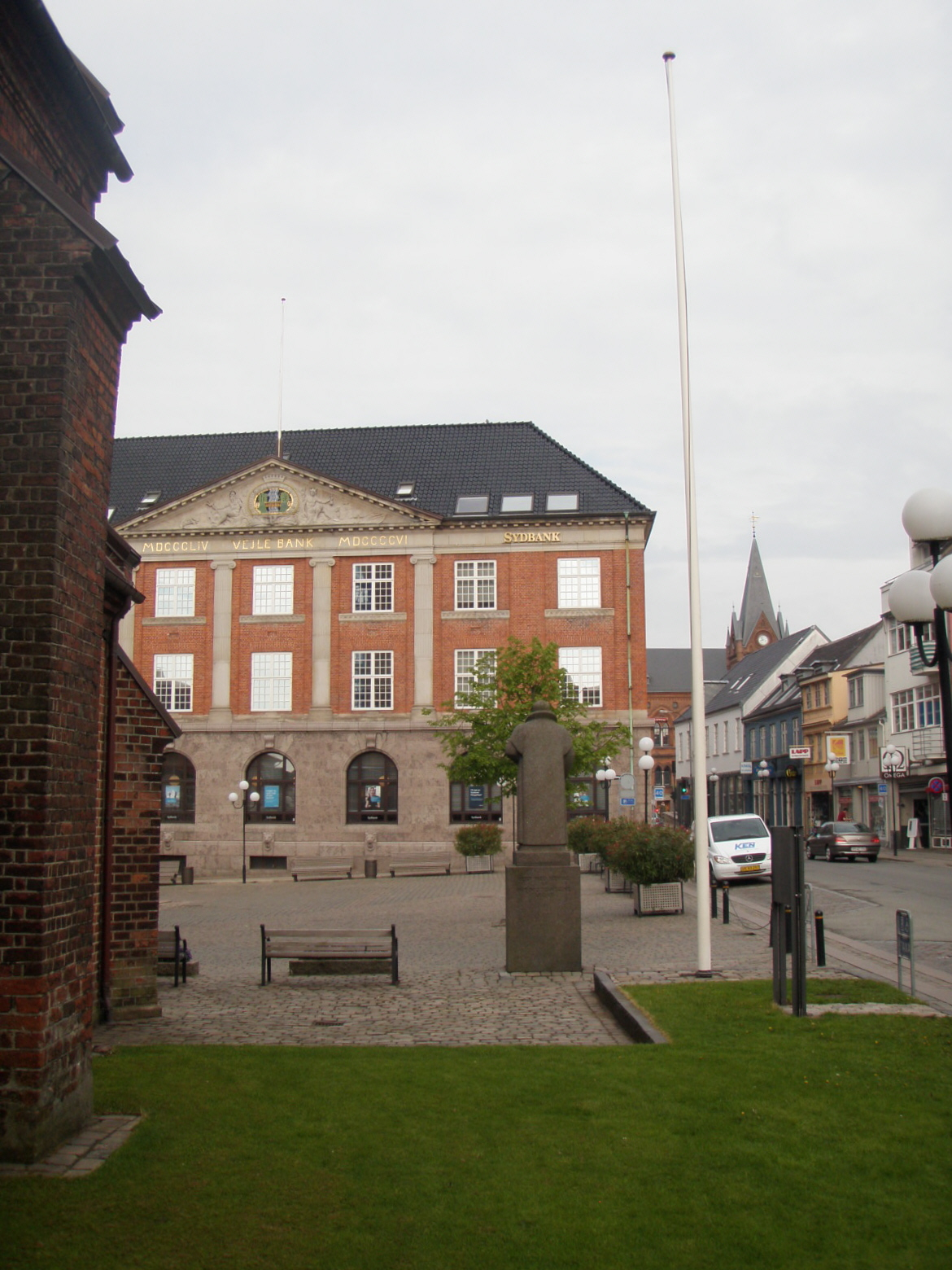
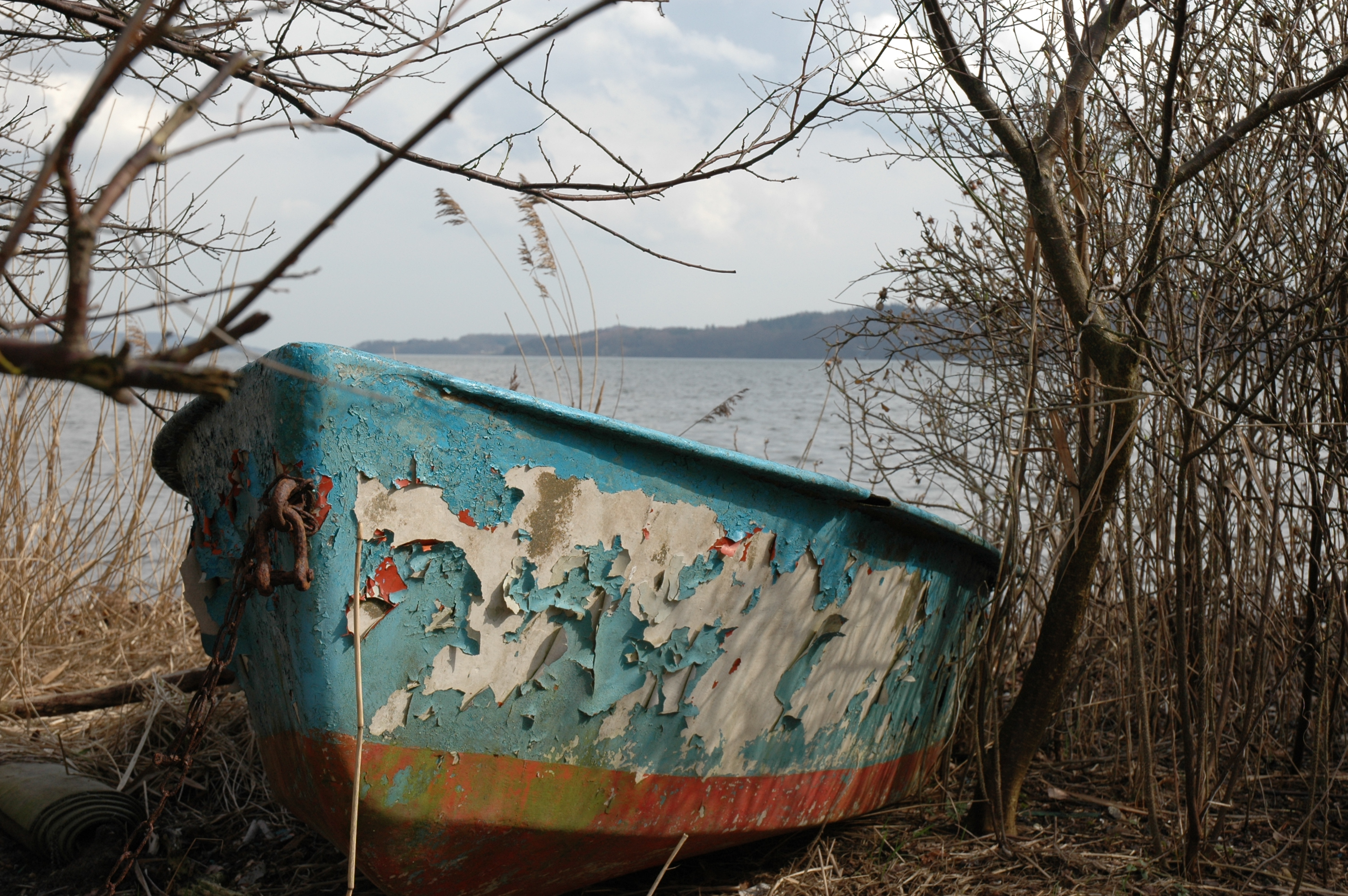
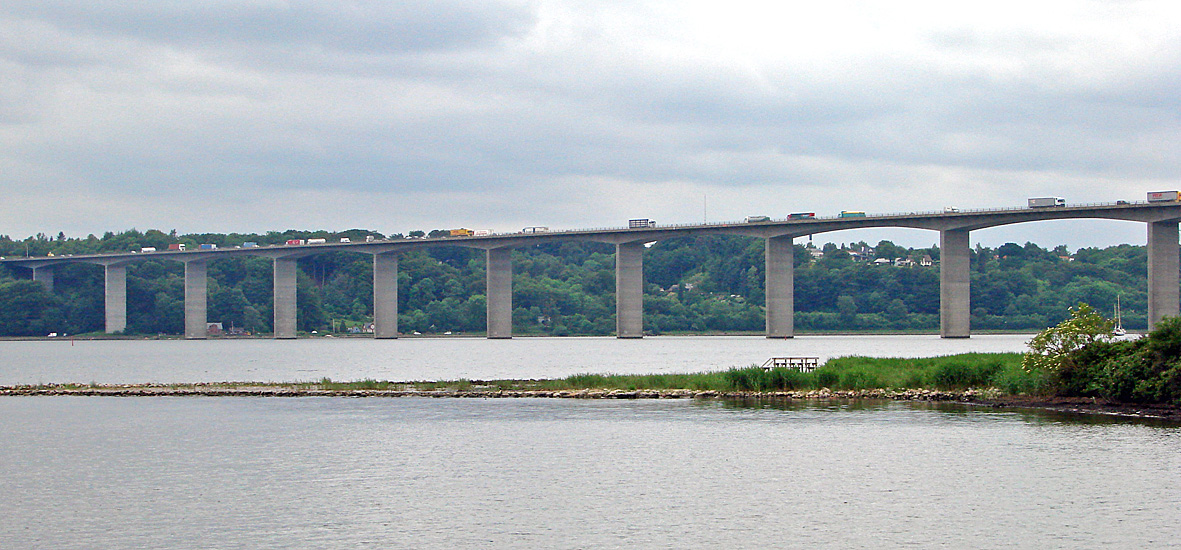
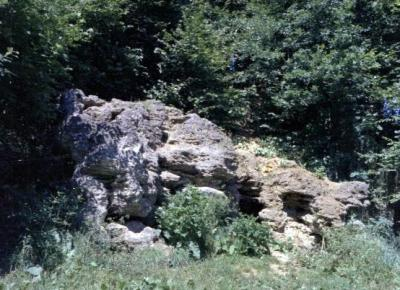
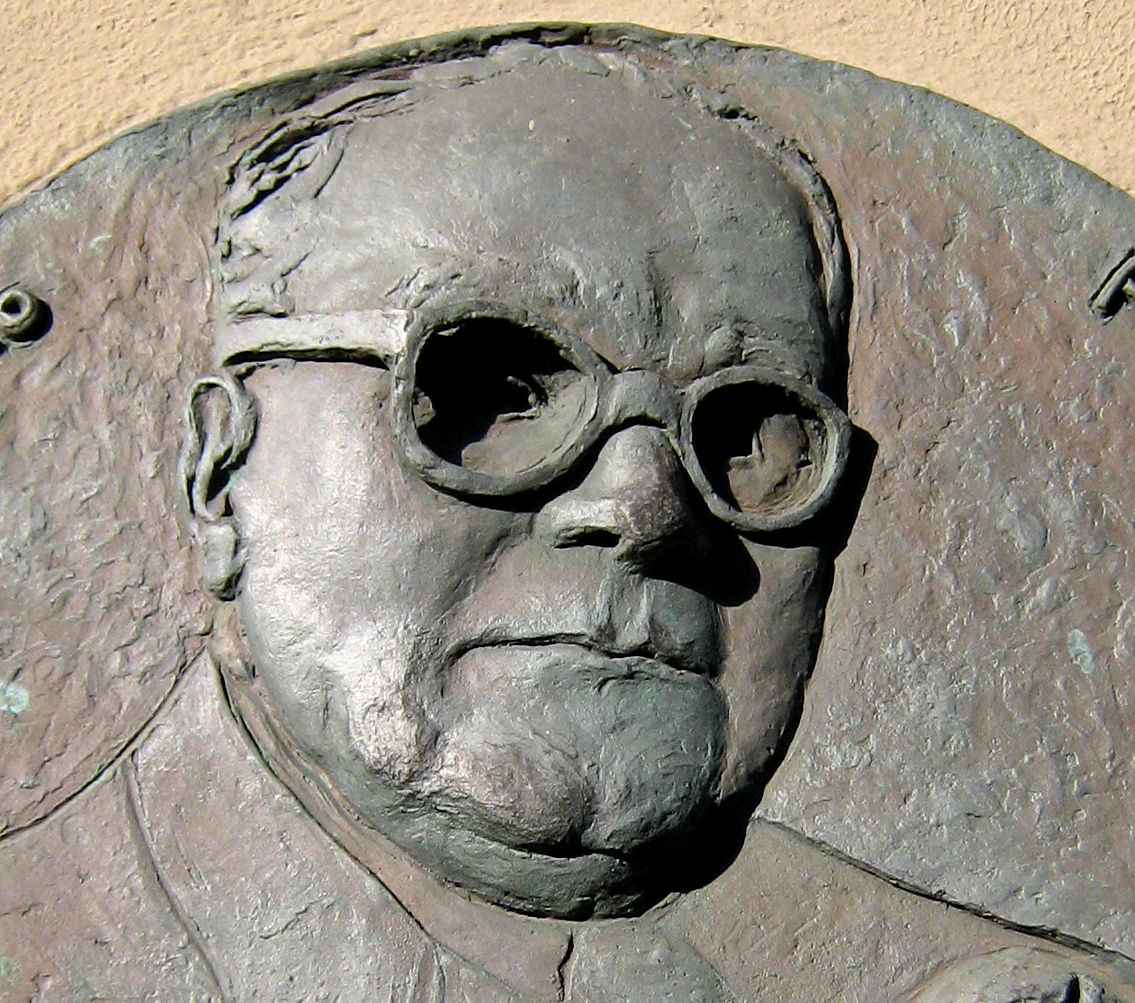
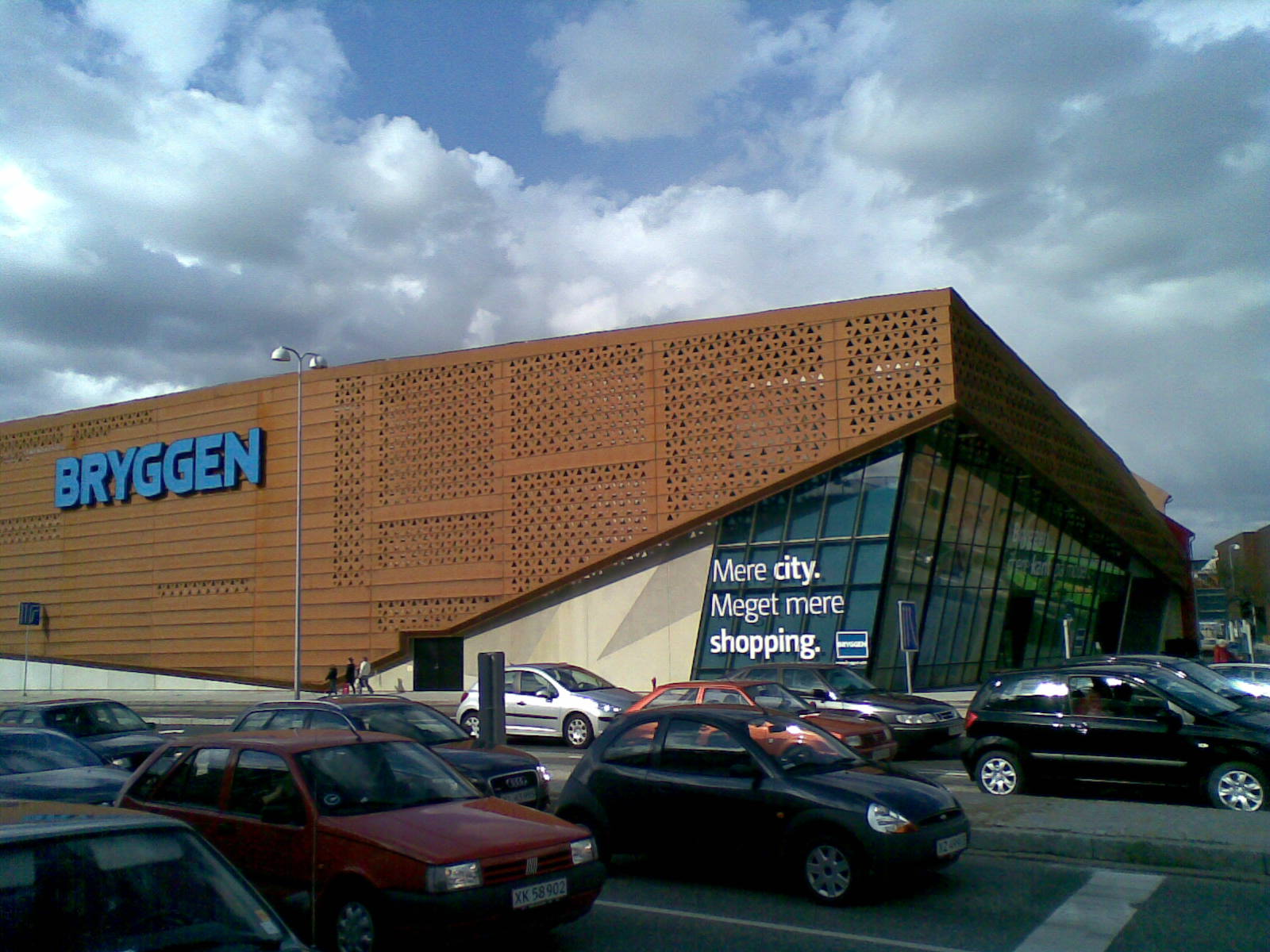
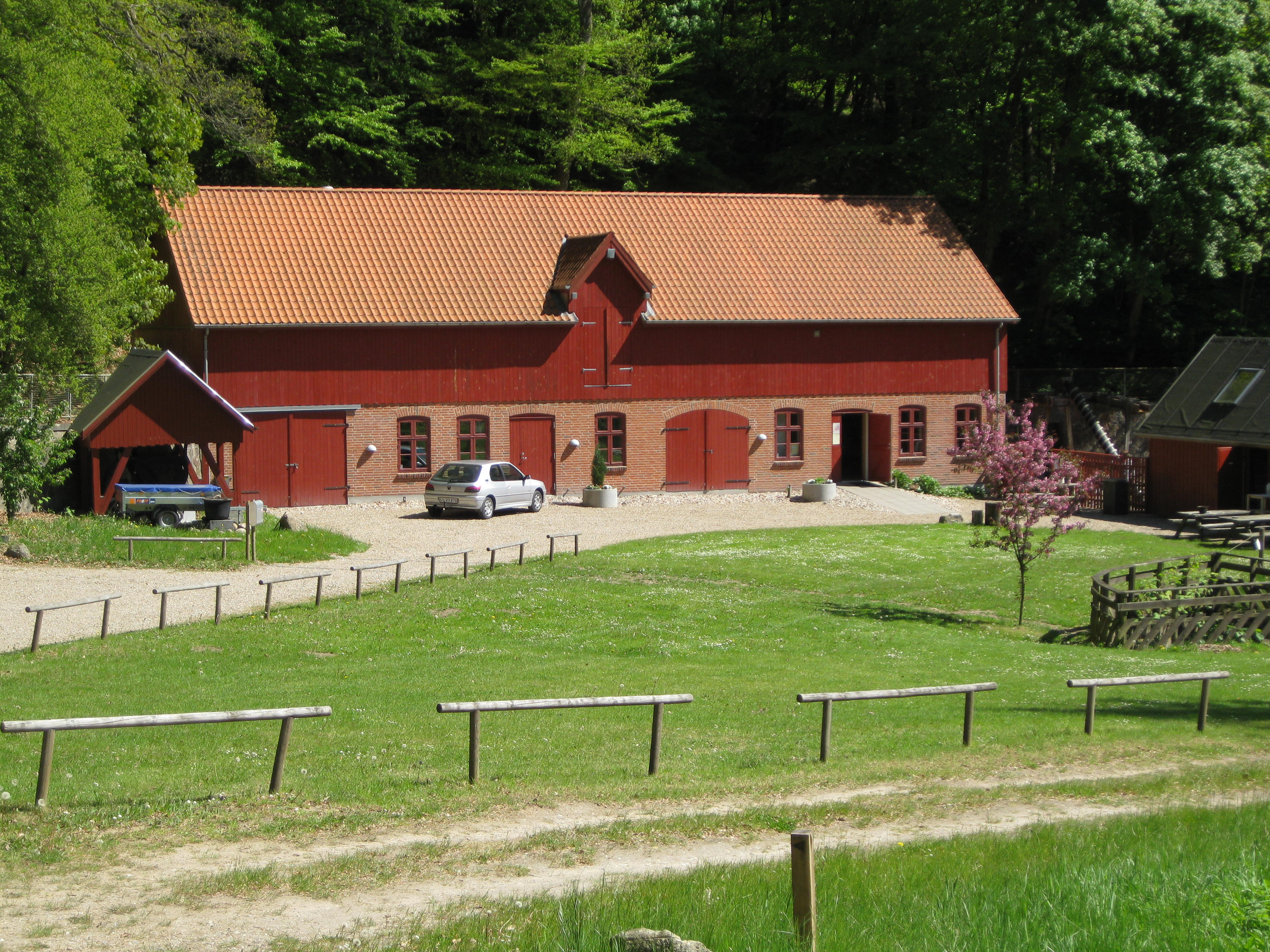
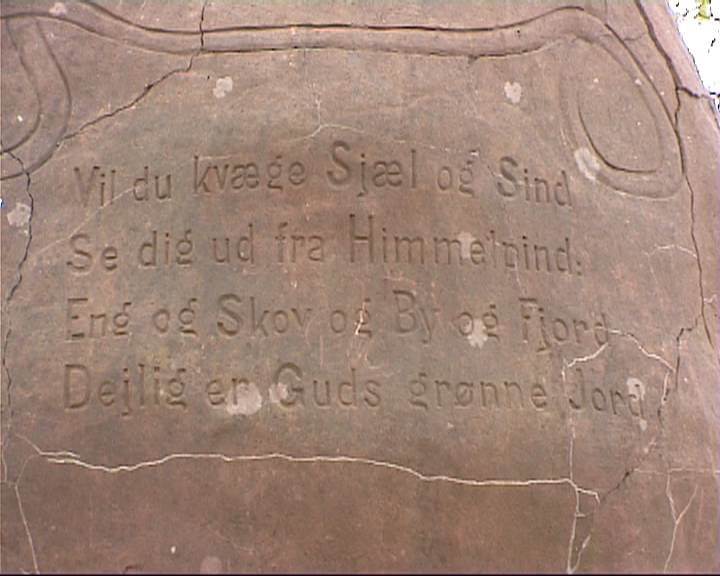
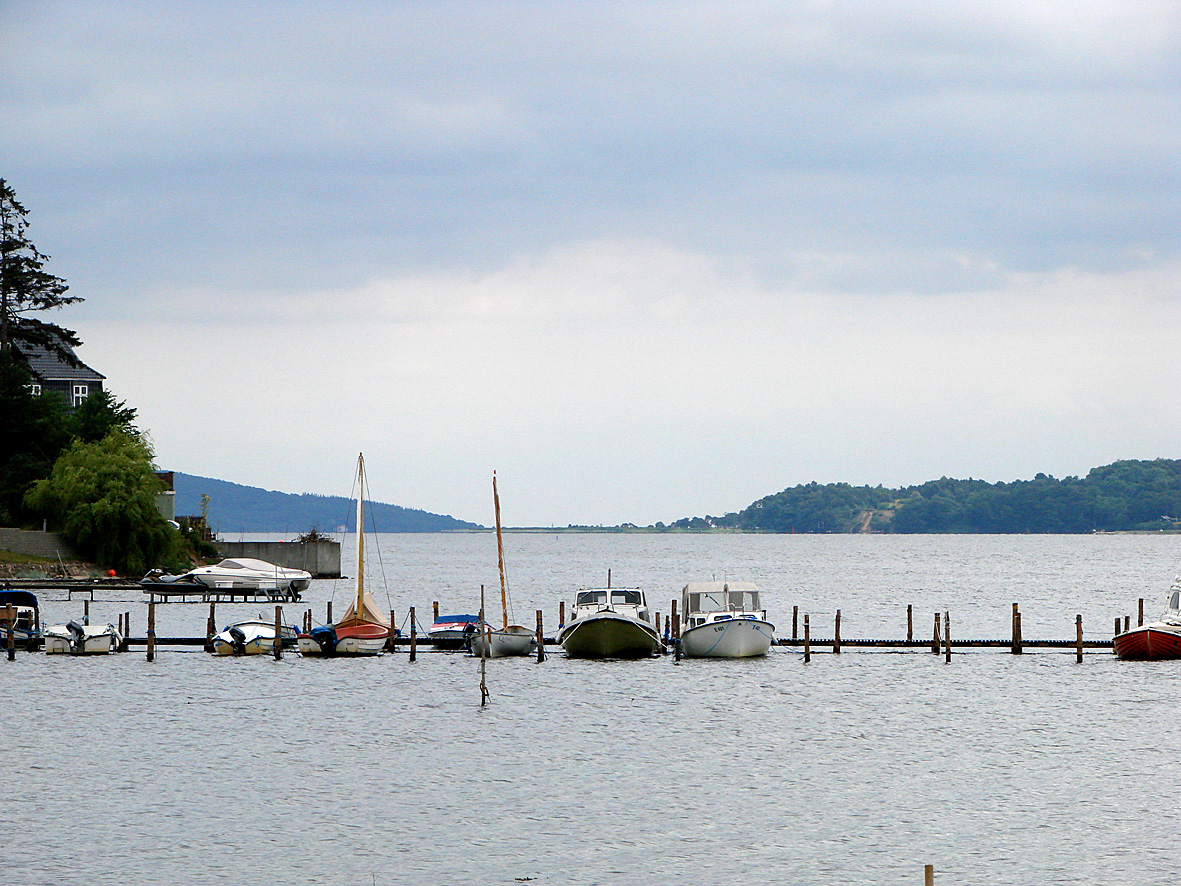
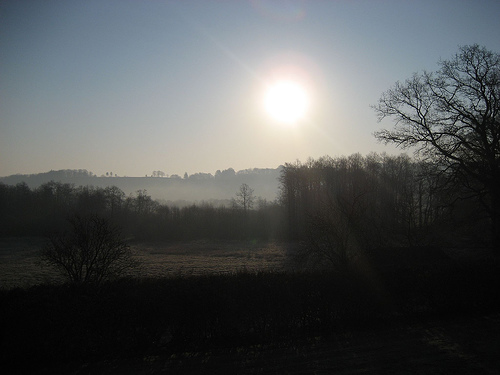
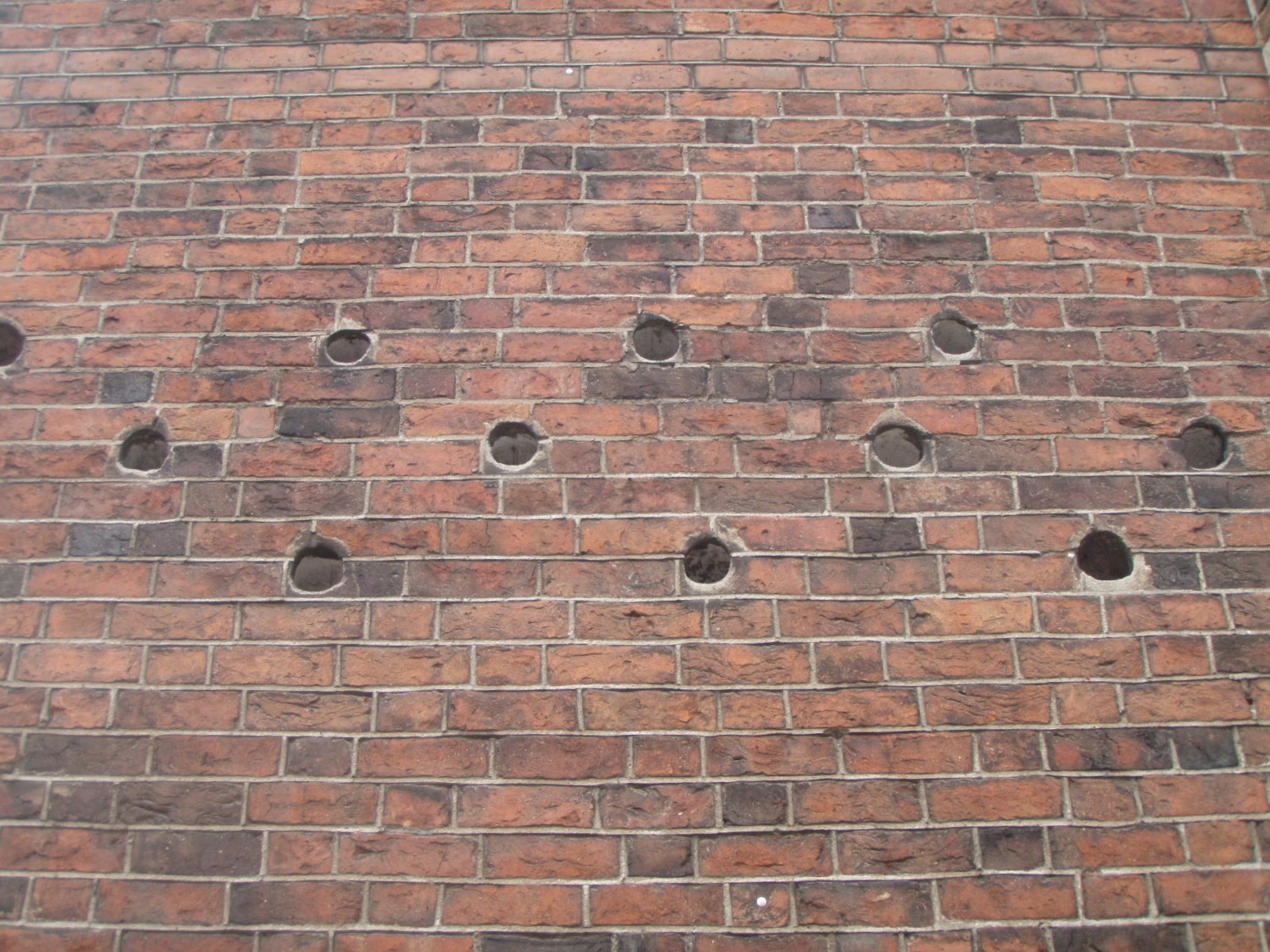
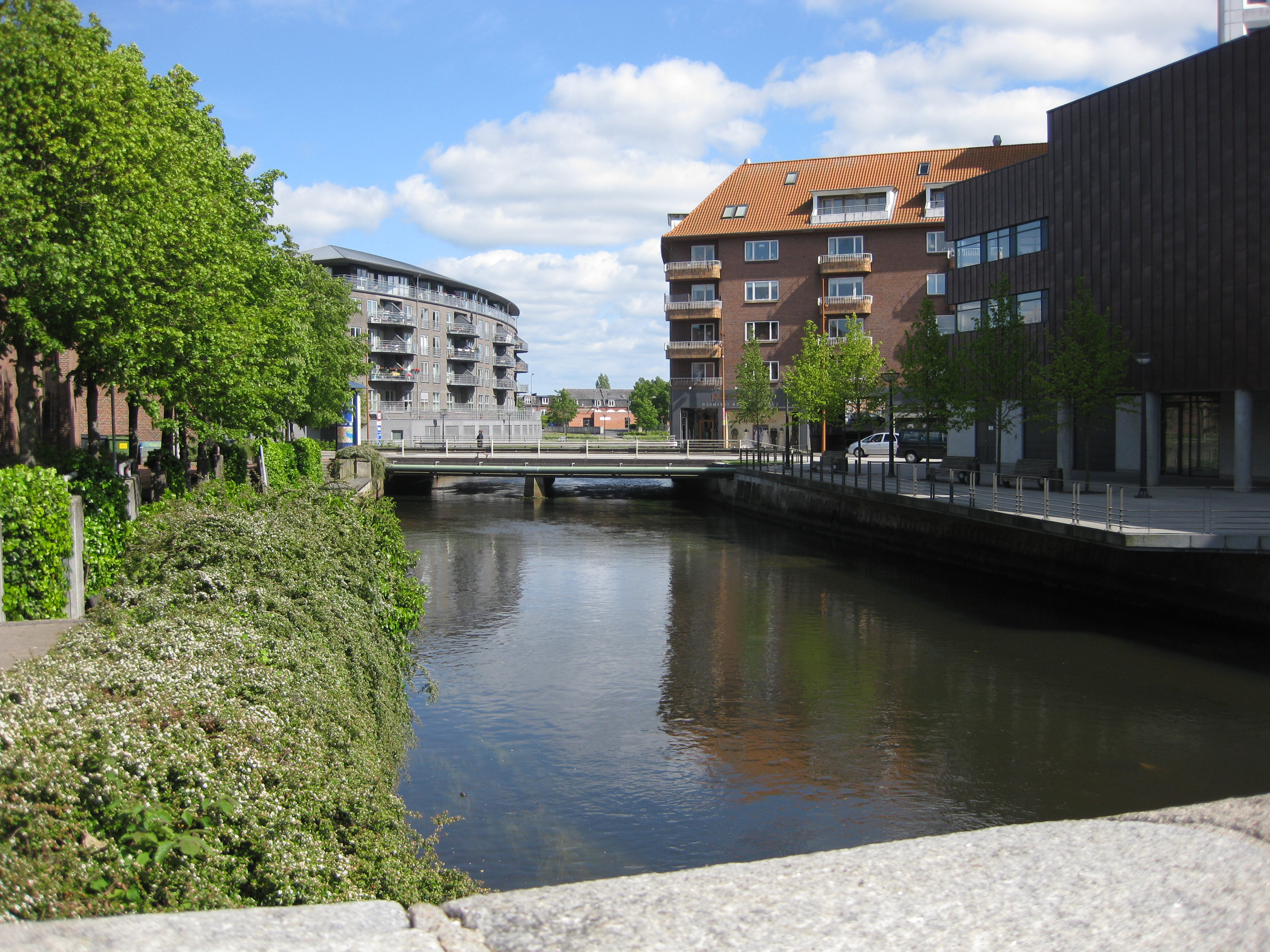
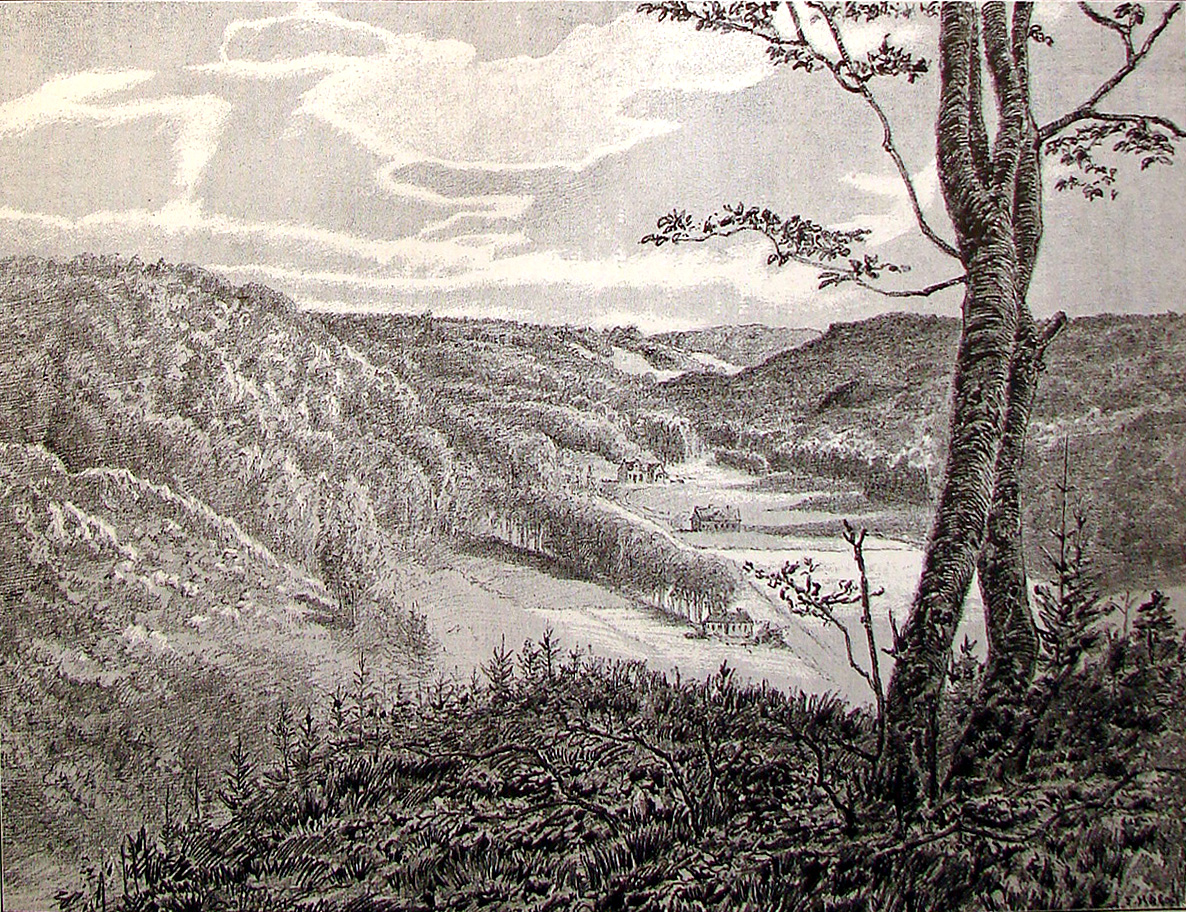
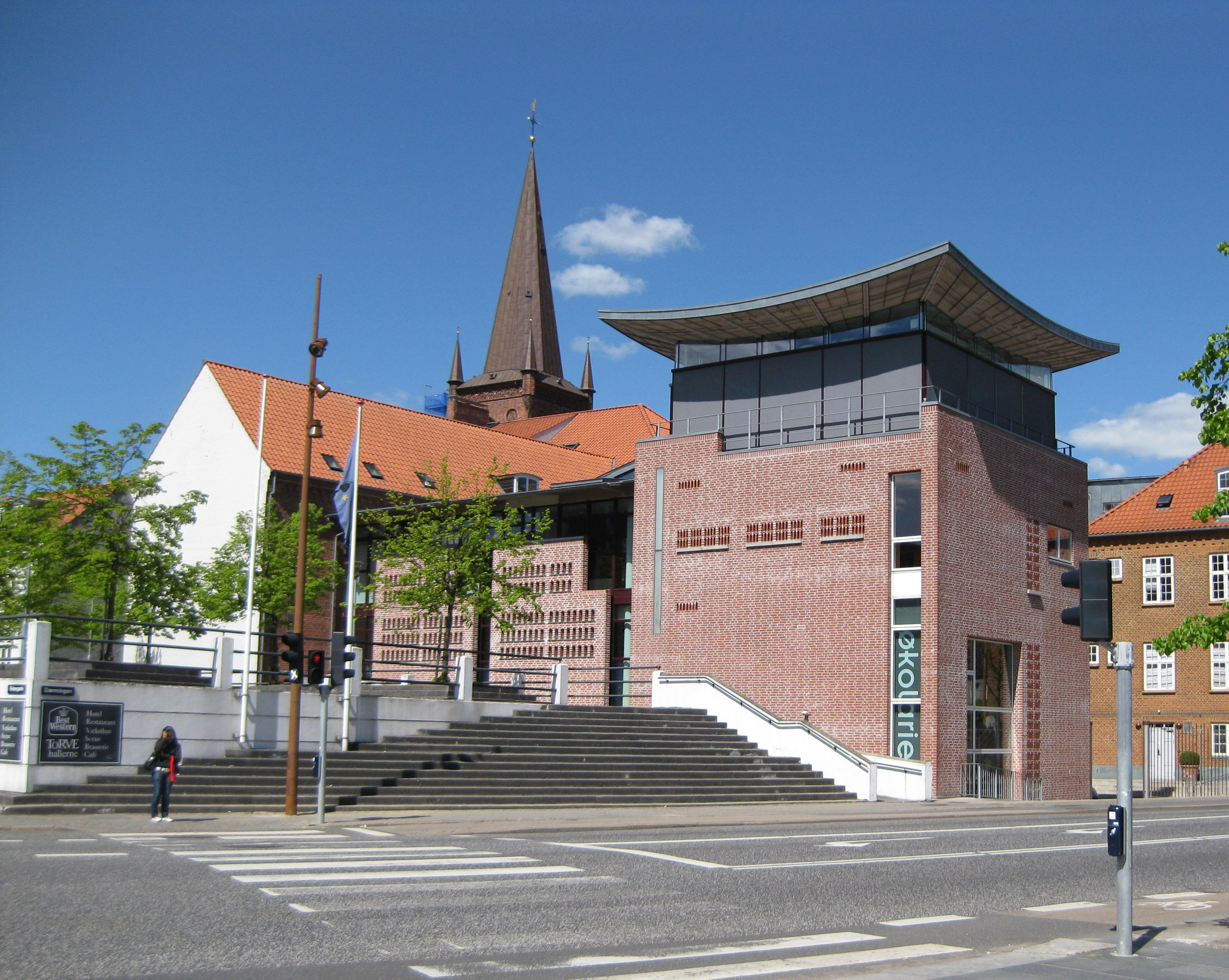
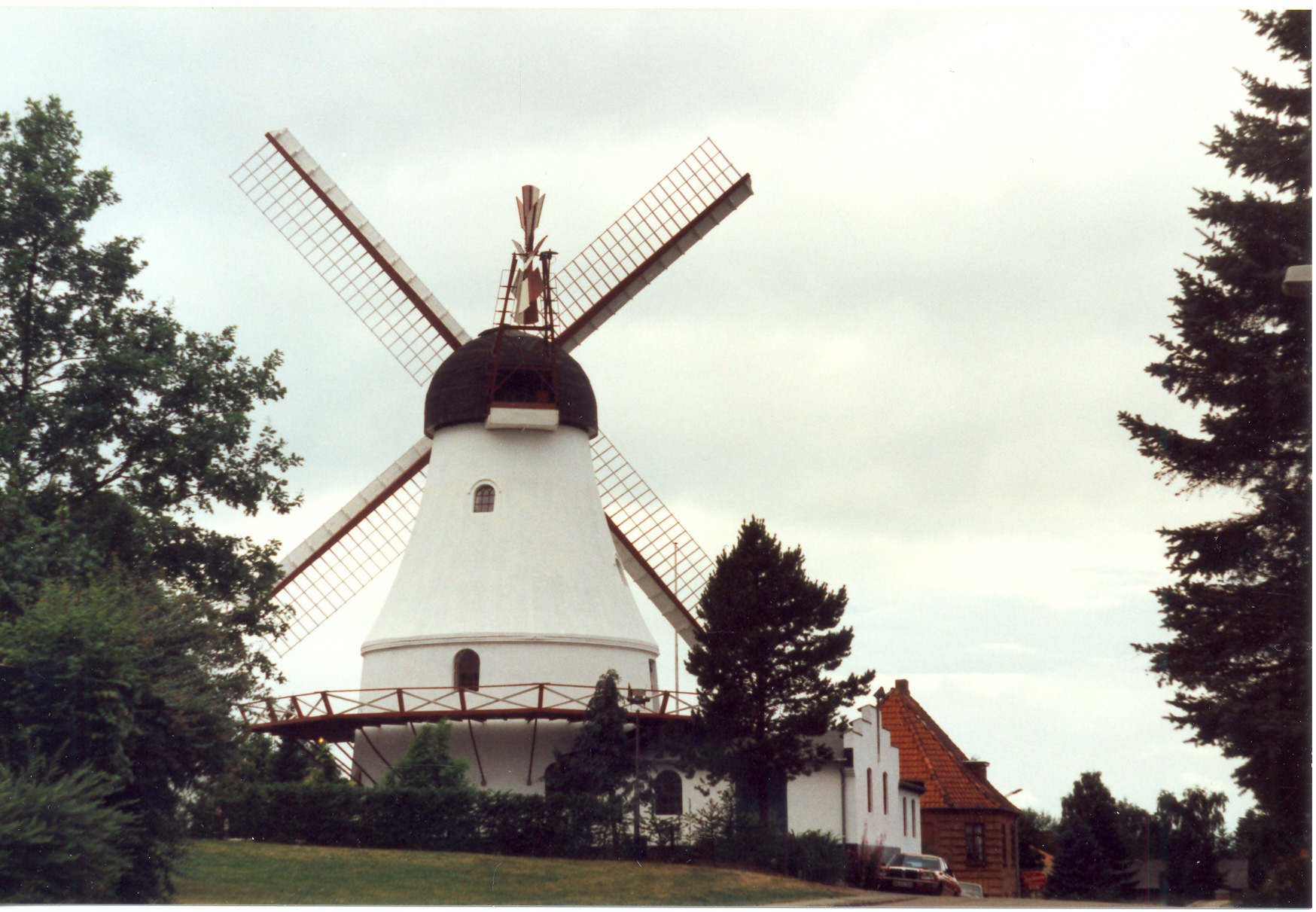